# Dillo con parole mie

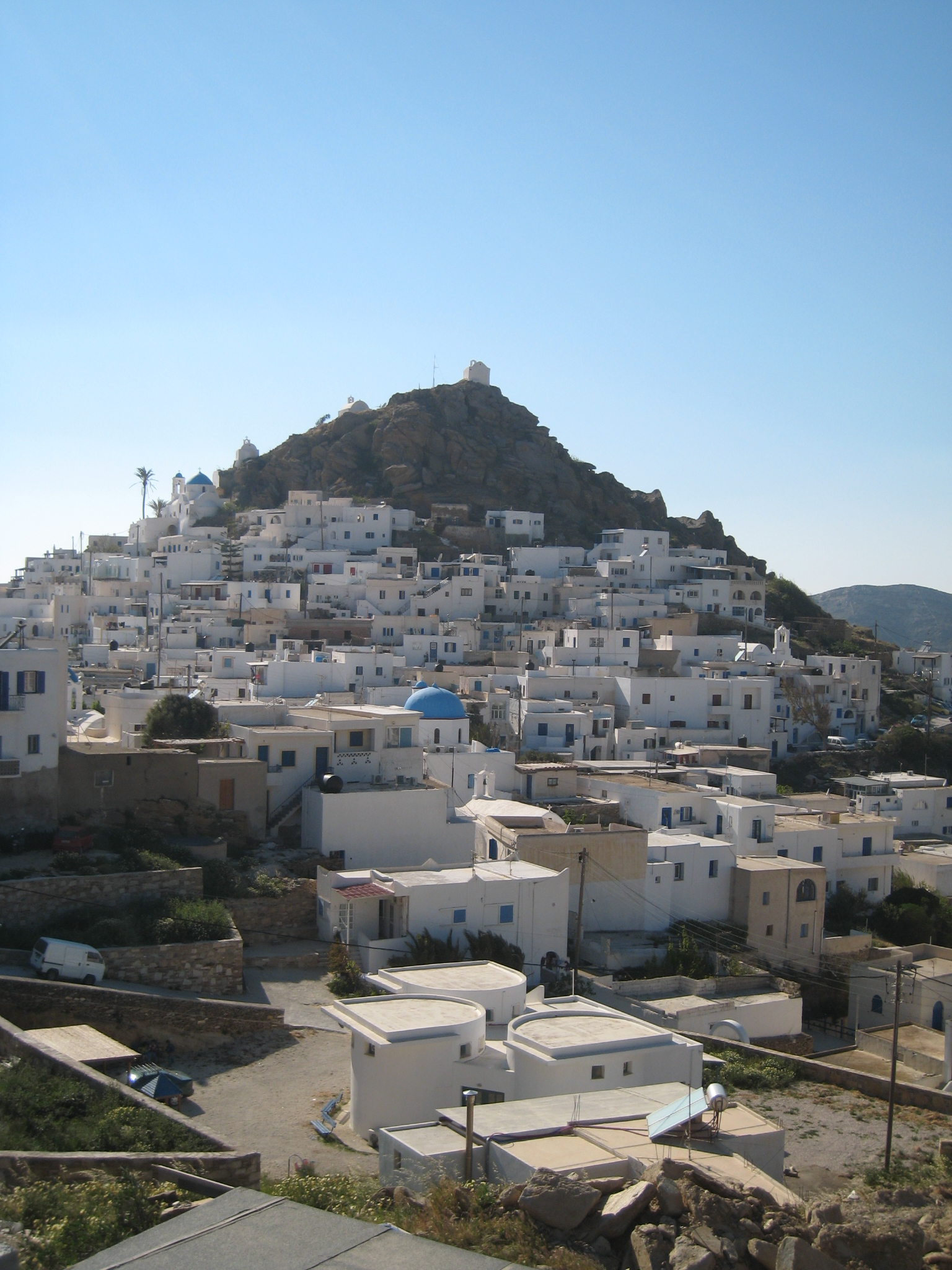
Veduta dell'isola di Ios

Dillo con parole mie è un film del 2003 diretto da Daniele Luchetti e interpretato da Stefania Montorsi e Martina Merlino nella sua prima apparizione cinematografica.
Tra gli altri attori vi sono anche Giampaolo Morelli, Marco Piras e Alberto Cucca.

## Trama
Stefania, trentenne romana, lavora in una libreria della sua città e, poco prima di chiudere per le vacanze, lascia il suo fidanzato Andrea. Intanto da Colonnetta di Prodo arriva in città la nipote quindicenne Martina (che si vuol far chiamare Maggie), che dovrebbe partire per le vacanze con i suoi compagni scout e invece perde volontariamente il treno per poter fare le vacanze da sola come vuole: sua madre le nega il permesso e la manda dalla zia Stefania. Con un trucco, Maggie si fa accompagnare da Stefania sull'isola di Io, nelle Cicladi, di cui ha sentito parlare dai suoi amici.
Una volta sull'isola le due iniziano ad interrogarsi sulla loro vita, ad andare d'accordo ma anche a litigare a causa del loro diverso carattere. Stefania vorrebbe una vacanza tranquilla mentre Maggie, che ha scelto Io appositamente, vorrebbe una vacanza scatenata per conoscere nuovi ragazzi e fare esperienze; nello specifico, vuole liberarsi della sua fastidiosa verginità. Nel frattempo anche Andrea arriva nell'isola, dove si impiega come pasticcere.
Dopo qualche giorno, Maggie incontra Andrea, ma ne fraintende il nome in Enea; in pochissimo tempo decide di fare l'amore con lui, e tenta goffamente di sedurlo senza alcun successo. Si rivolge a Stefania, che prende a darle consigli tratti dalla sua esperienza con Andrea. Si instaura così un dialogo a tre, nel quale Maggie è in realtà il tramite inconsapevole fra Andrea e Stefania, a loro volta ignari della situazione. Questo dialogo mediato permette a Stefania ed Andrea di riflettere sul loro rapporto e, quando il gioco viene svelato, di riprenderlo con maggior consapevolezza.

## Ambientazioni
Tutto il film è stato girato sull'isola greca di Ios ad esclusione delle scene iniziali a Roma. Nelle parti girate sull'isola si riconosce il porto dell'isola, il villaggio, la strada per la tomba di Omero, il campeggio "Ios Camping Porto", la spiaggia di Mylopotas, il teatro di Io, il "Pegasus", il "Blue Ios" ed infine il "Disco 69" (compreso il famoso muretto di fronte al locale dove tutti si fermano a parlare e riprendere un po' di fiato). Le scene iniziali sul traghetto sono girate sull'"Express Santorini".

## Distribuzione e festival
È uscito nelle sale italiane il 4 aprile 2003. Il film rientra tra quelli selezionati al 1º Festival de cinema italiano in Brasile.

## Curiosità
Il titolo originale del film doveva essere "Non a caso il caso".
In lingua inglese il film è stato tradotto come "Ginger and cinnamon", ossia Zenzero e cannella (i due ingredienti segreti della torta citata e mangiata dai protagonisti). Al Festival di Cannes (Francia) è stato presentato in anteprima il 16 maggio 2003, mentre allo European Union Film Festival, in Repubblica Ceca, viene visionato dalla critica il 17 marzo 2004. Nel 2005 ha ricevuto diversi successi durante la première ungherese il 18 maggio, mentre il 29 ottobre è stato proiettato al Villerupt Italian Film Festival. Solamente in Canada è stato vietato ai minori di 14 anni.

## Colonna sonora
- Afta pou ehoume pote den ta ektimame - Foivos Tasopoulos
- Kapetanios o erotas - Ioannis Eakiris
- Heygana - Ali Farka Touré (1990), dall'album The Iver
- Do You Really Want to Hurt Me - Culture Club (1982)
- El indio - Temple of Sound feat. Julianna (2002)
- I Loved the Way  - Pina (2002)
- Coumba" - Orchestra Baobab (2001), dall'album Pirate's Choice
- Ela Ela - Mattheos Giannoulis
- Chica bonita - Temple of Sound feat. Julianna (2002)
- Bayaty - Ashkhabad (1993)
- Shalakho - Ashkhabad (1993)
- Giovinette che fate all'amore - Wolfgang Amadeus Mozart, dall'opera Don Giovanni, interpretato da Graziella Sciutti (soprano) e Piero Cappuccilli (baritono)
- UFO Robot - Actarus (1978)
- 1.2.X.U., Wire (1977)
- Y.M.C.A. - Village People
- Quatuor en Sol Mineur (Assez vif et bien rythmé) - Claude Debussy, interpretato da The Italich Quartet
- Pieter Botha - Ali Farka Touré (1999), dall'album Niafunke
- Matame amore - Los de Abajo (2002)
- Ta-ra-ta-ta - Mina (1966)
- Bul Ma Miin - Orchestra Baobab (2002), dall'album Specialist in All Styles

### Colonna sonora originale
1. Giovincelle - Baba Yoga
2. Kalì - Baba Yoga
3. Muffin Raga - Baba Yoga
4. Heygana - Ali Farka Touré
5. Pontos - Baba Yoga
6. Do You Really Want To Hurt Me - Culture Club
7. El Indio - Los de Abajo
8. Silence - Baba Yoga
9. Shalakho - Ashkabad
10. 1.2.X.U. - Wire
11. Bul Ma Min - Orchestra Baobab
12. Kick Me Up - Baba Yoga
13. Come (I Would and I Would Not) - Baba Yoga
14. Pieter Botha - Ali Farka Touré
15. Riflessi/Korai - Baba Yoga
16. Matame Amor - Los de Abajo
17. Running - Baba Yoga
18. Ta-ra-ta-ta - Mina